# Relações entre Mônaco e União Europeia
As relações entre Mônaco e a União Europeia (UE) são principalmente geridas pela França. Por meio deste relacionamento, o Principado de Mônaco participa diretamente em certas políticas da UE. Mônaco é uma parte integrante do território aduaneiro da UE e, portanto, aplica-se à maioria das medidas sobre impostos especiais de consumo e IVA.
No entanto, esta relação não se estende ao comércio externo. Acordos comerciais preferenciais entre a União Europeia e outros países aplicam-se apenas aos produtos originários do território aduaneiro - Mônaco não pode reivindicar origem da UE a este respeito.
O principado é um membro "de facto" do espaço Schengen (as suas fronteiras e território aduaneiro são tratadas como parte da França) e usa oficialmente o euro como moeda única. Sua integração ao bloco econômico deu-se de uma maneira fácil, justamente pela correlação 1:1 do Franco Monegasco, com o Franco Francês. Os dois países também acordaram sobre a aplicação da legislação comunitária para produtos farmacêuticos, cosméticos e dispositivos médicos, em vigor desde 1 de maio de 2004, e sobre a tributação da poupança, em vigor desde 1 de julho de 2005.

## Futura integração
Em novembro de 2012 o Conselho da União Europeia avaliou as relações da UE com os microestados europeus soberanos Andorra, Mônaco e San Marino, e descreveu-as como "extensas, mas fragmentadas". Já a Comissão Europeia publicou um relatório de opções para a sua futura integração na UE. Ao contrário de Liechtenstein, que é membro do Espaço Econômico Europeu (EEE), através da Associação Europeia de Livre Comércio (EFTA) e do Acordo de Schengen, as relações com estes três Estados são baseadas em um conjunto de acordos que abrangem questões específicas. O relatório examinou quatro alternativas para a situação atual: 1) uma abordagem setorial com acordos separados com cada estado que cobre uma área política inteira; 2) um abrangente Acordo de Associação multilateral (FAA) com os três Estados; 3) adesão à AEA; 4) uma possível adesão à UE. A Comissão argumentou que a abordagem setorial não abordou as principais questões e ainda estava desnecessariamente complicada, enquanto que a adesão à UE foi descartada porque "as instituições da UE não estão adaptadas à adesão desses países de reduzida dimensão." As restantes opções, adesão à AEA e um FAA com os Estados, foram enxergadas como viáveis e foram recomendadas pela Comissão. Em resposta, o Conselho solicitou que as negociações com os três microestados sobre uma maior integração continuar, e que fosse elaborado um relatório até ao final de 2013 detalhando as implicações das duas alternativas viáveis e recomendações sobre como proceder.
Como a adesão à AEA está atualmente aberta apenas a membros da EFTA ou da UE, o consentimento dos Estados membros da EFTA existentes é necessária para os microestados  participarem do EEE, sem se tornarem membros da UE. Em 2011, Jonas Gahr Støre, o então ministro das Relações Exteriores da Noruega, que é um Estado membro da EFTA, disse que a adesão EFTA/EEE para os microestados não era o mecanismo adequado para a sua integração no mercado interno devido às suas exigências diferentes das de grandes países como a Noruega, e sugeriu que uma associação simplificada seria mais adequada para eles. Espen Barth Eide, o sucessor de Støre, respondeu ao relatório da Comissão no final de 2012, questionando se os microestados têm capacidades administrativas suficientes para cumprir as obrigações de adesão à AEA. No entanto, ele afirmou que a Noruega estava aberta para a possibilidade de adesão da EFTA, caso decidam apresentar um pedido, e que o país não tinha tomado uma decisão final sobre o assunto. Pascal Schafhauser, o conselheiro da Missão do Liechtenstein junto da UE, disse que Liechtenstein, outro Estado membro da EFTA, estava disposto a discutir adesão à AEA para os microestados desde sua união não impediu o funcionamento da organização. No entanto, ele sugeriu que a opção de participação direta no EEE para os microestados, tanto da EFTA quanto da UE, devem ser levadas em consideração.
Em 18 de novembro de 2013, a Comissão Europeia publicou o seu relatório, que concluiu que "a participação dos países de pequeno porte no EEE não é considerada uma opção viável no momento devido às razões políticas e institucionais", mas que acordos de associação foram um mecanismo mais viável para integrar os microestados no mercado interno, de preferência através de um único acordo multilateral com todos os três estados. Em Dezembro de 2014, o Conselho da União Europeia aprovou as negociações sendo lançado em um acordo desse tipo, e eles começaram em Março de 2015.